# 彰化市
24°4′N 120°32′E / 24.067°N 120.533°E
彰化市，舊稱「半線」，位於臺灣彰化縣東北角:2，為彰化縣縣治所在地。東北邊以貓羅溪、烏溪與臺中市烏日、大肚兩區為界，西鄰和美鎮、秀水鄉，南接花壇、芬園兩鄉。市內人口約22.6萬人，為彰化縣人口最多的行政區。自桃園縣桃園市、中壢市於2014年12月升格改制為桃園市桃園區、中壢區後，成為臺灣人口最多的縣轄市。
彰化市早期為隸屬平埔族的巴布薩族半線社人的活動場域，後明鄭部將劉國軒屯兵鎮壓原住民，在軍隊保護下，漢人陸續到來，開鑿水利，人口漸聚，發展出村落街巷，在臺中市產生前，是臺灣中部的政經中心。由於彰化市居南北交通要衝，每當民變動亂，該地首當其衝，之後有地方官員植竹為城，略作防衛之用，因此古有「竹城」雅稱。境內的八卦山大佛風景區為臺灣著名的觀光勝地。賴和紀念館、小西街、孔廟亦為該市的重要觀光景點。

## 歷史

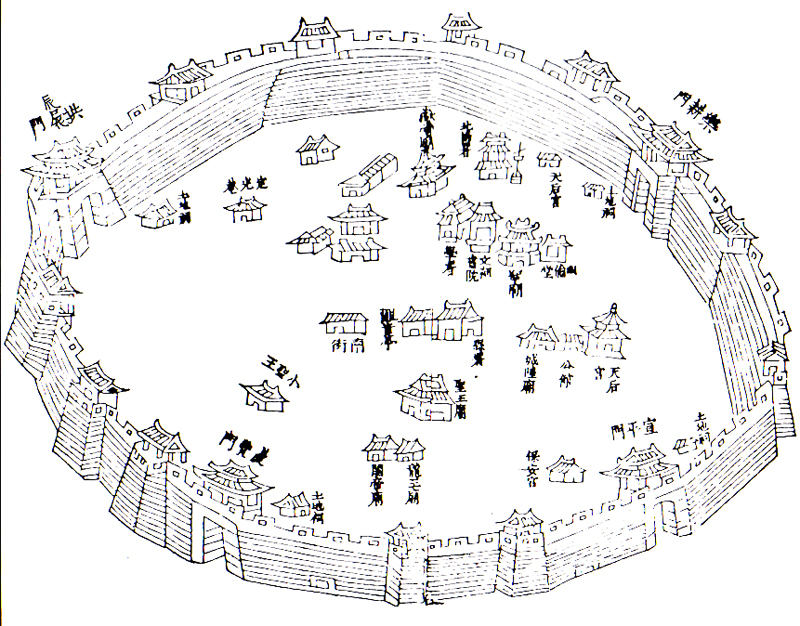
清道光時期的彰化縣城

### 墾荒時期

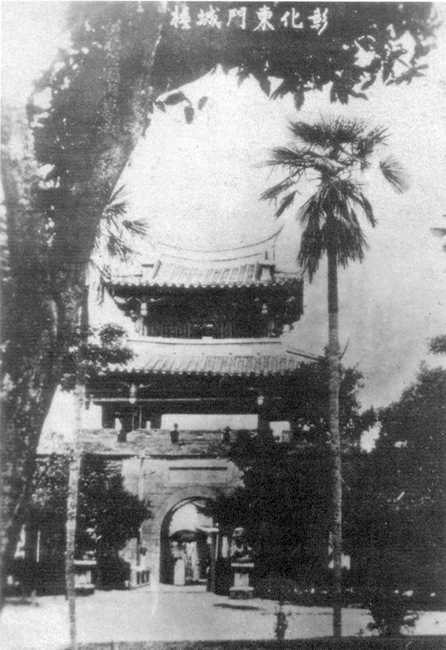
彰化東門城樓

彰化市早期為臺灣原住民平埔族群巴布薩族的活動區域，分屬半線社、柴坑仔社及阿束社，古地名「半線」係採自平埔族「半線社」的語音翻譯。早在迄今大約有4000多年的史前時期，即有「牛埔遺址」文化，考古人員發現最底層有少數「大坌坑文化」，其後又有「牛罵頭文化」以及「營埔文化」，可推測大約從4500年前，即有人類居住。荷西時期，該地隸屬瓦布蘭行政區，受荷蘭東印度公司福爾摩沙北部評議會管轄。到了明鄭時期（1661年），鄭成功在臺實施郡縣制，當時該地隸屬天興縣:852。1666年，鄭氏部將劉國軒率兵進駐，行屯田制，以該地作為鎮壓平埔族斗尾龍岸社（今大甲溪北）及沙轆社（今臺中市沙鹿區）武力抗爭的根據地:760，為漢人移民打下開墾基礎。1683年，施琅攻臺，明鄭朔亡，臺灣進入清領時期，全臺設一府三縣，該地隸屬諸羅縣管轄:852。
漢人較具規模的屯墾始於1684年之後，相繼有福建人施世榜、吳洛、臺南人楊志申等，大事招徠閩粵移民，以該地為中心向四周墾荒鑿圳，原有的平埔族部落遂逐漸被漢人移民所融合:13。十年後（1694年），高拱乾纂修的《臺灣府志》已經載有彰化地區第一個漢人聚落「半線庄」，隨著水利灌溉系統的完成，入墾人口陸續增加，到了1717年，在陳夢林纂修的《諸羅縣志》裡加列半線庄內有一「半線街」，分東南西北四條街道，說明該地已經開始具有商業機能。

### 清設彰化縣
1721年，臺灣知府兼鳳山縣知縣王珍之子濫用職權橫徵暴斂，激起民變，公推朱一貴為盟主，反清復明，攻佔臺灣府城（今臺南市），後因內部閩粵內鬨，兩月後即遭清軍勦滅。因此，清廷為鞏固統治，於1723年劃大甲溪以南、虎尾溪以北的土地為「彰化縣」，據福建巡撫王紹蘭的《彰化縣城碑記》，「彰化」兩字為「顯彰皇化」之意:853。縣治所在地半線街改名「彰化街」，隸屬於彰化縣半線堡。
設縣之初，彰化市並無城牆，曾遭原住民起事圍攻，於是1734年知縣秦士望在街道周圍種植莿竹作為城垣，並建四方城門，彰化遂有「竹城」或「竹邑」之雅稱。1782年，彰化莿桐腳庄發生漳泉械鬥，彰化地區的分類械鬥由此開始:855。1786年，漳州人天地會眾林爽文起事，佔據彰化縣署作為盟主府，與福康安在八卦山會戰，史稱「林爽文事件」:760－761。1795年，陳周全藉天地會餘勢起事，再佔彰化縣城，後被攻破:761。經歷兩次戰亂，城周莿竹也遭砍伐殆盡，直到兩年後（1797年），知縣胡應魁才再行復植，又於四門增建城樓。
1885年，臺灣建省，大幅調整行政區域，彰化縣歸臺灣府彰化縣管轄，領有線東、貓羅二堡的部分街庄。在此之前，彰化縣城一直是臺灣中部地區的首要中心，故多次民變都以彰化街（縣城所在）為目標，但是建省後臺灣省首任巡撫劉銘傳選定在大墩（今臺中市中區）建立省城，此後中部地區的首善之區即由彰化逐漸轉移到臺中，彰化市變為臺中都會區的「衛星都市」。

### 彰化市誕生

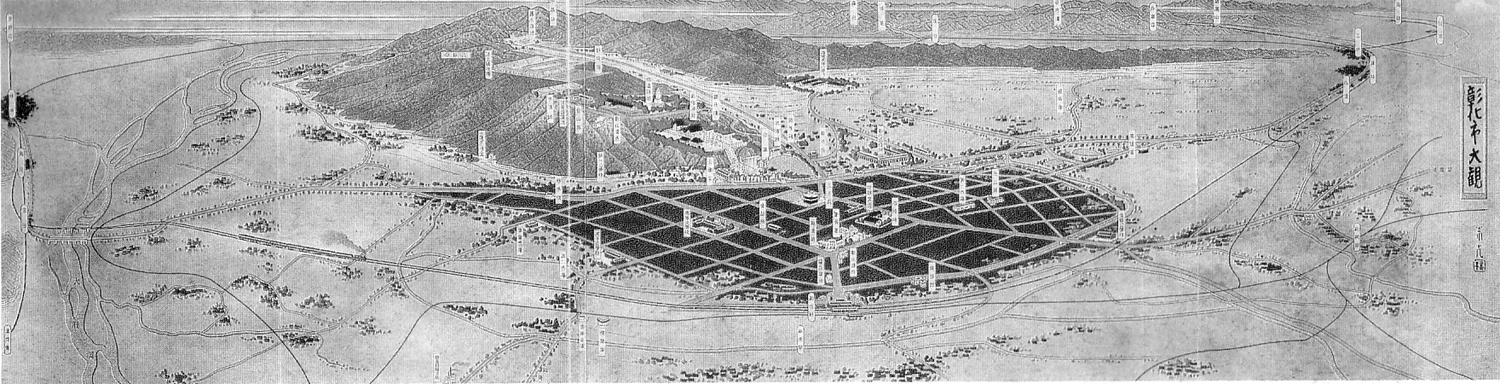
1935年日人金子常光手繪的《彰化市大觀》

1895年，清朝因甲午戰爭失利，與大日本帝國簽訂《馬關條約》割讓臺灣，日軍從臺灣北部澳底登陸，受到臺灣民眾武力抵抗，至8月26日，日軍與臺灣民兵在彰化市東部一帶爆發八卦山之役，戰況激烈；兩日後，彰化城淪陷:859。1897年，大日本帝國臺灣總督府修改臺灣行政區，彰化街隸屬臺中縣彰化支廳管轄:860，並以「城堡阻擋了現代化的建設」為由，陸續拆除城樓:14。其後臺灣總督府曾多次修改臺灣行政區：1920年行政區變革，設立彰化街，屬於臺中州彰化郡。1933年，進行「市區改正計劃」，南郭庄、大竹庄併入彰化街，彰化市自此正式誕生，為臺中州直轄。

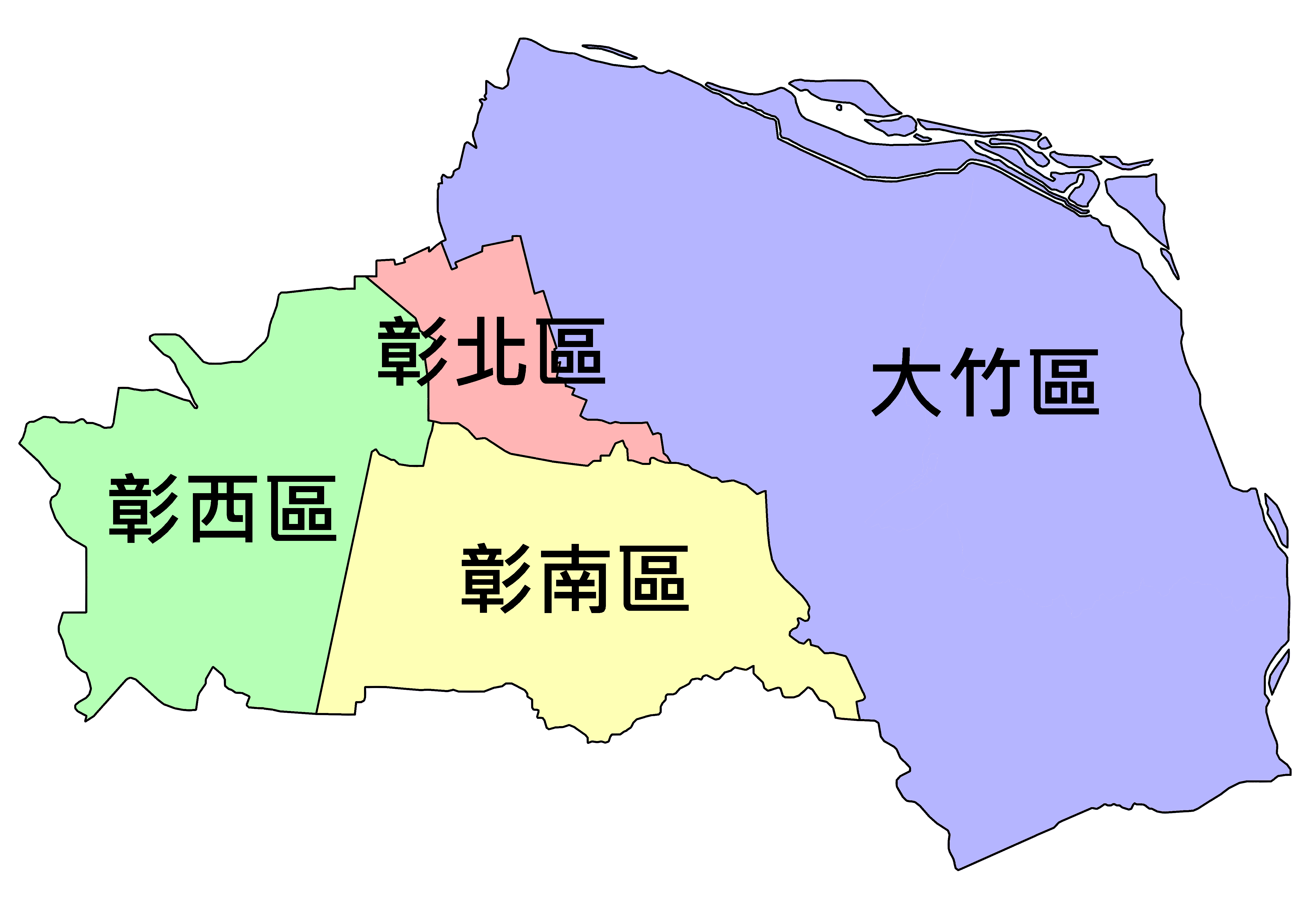
1945年到1950年間的彰化市行政區劃

戰後，中華民國政府接收臺灣，將臺中州改為臺中縣，彰化市則於1945年（民國34年）11月22日脫離臺中縣，正式升格為省轄市，下分彰北、彰西、彰南與大竹四區，區下分里，共轄92個里，「市政府」設於彰南區，為當時臺灣九個省轄市之一，轄屬臺灣省政府。1950年（民國39年）調整行政區域，全臺灣劃分為十六縣五省轄市一管理局；10月21日，與臺中縣轄彰化區、員林區、北斗區合併，成立彰化縣。1951年（民國40年）11月30日，將彰北、彰西、彰南與大竹四區合併裁撤為縣轄市，並為彰化縣縣治。之後境內里數歷經三次變更，至2006年為止，彰化市共轄73個里，1322鄰，23餘萬人口，轄區面積共65.6947平方公里。

## 地理

### 地形

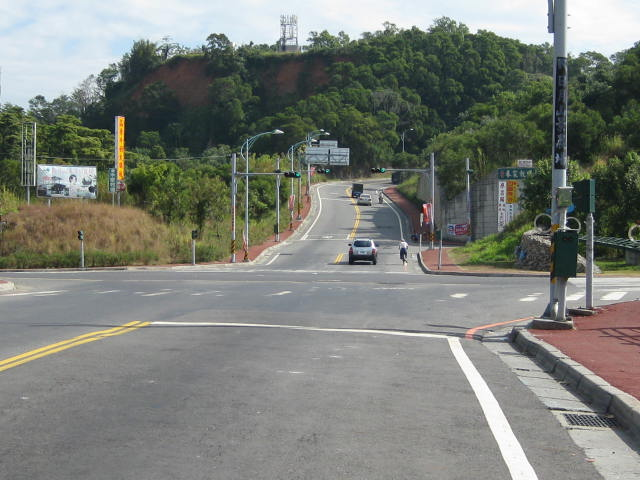
遠景即銀行山

彰化市分為兩個地形區，一為東南部的八卦台地地區，一為西北、東北部的平原區。八卦台地又稱八卦山脈，在3萬到50萬年前是大肚溪河床，在板塊擠壓作用下，隆起褶曲造成八卦山背斜，背斜西翼彎曲斷裂，形成彰化斷層，長5.8公里:29。原來的河床隆升為台地，最高點在東南部的銀行山，海拔232公尺，到了西北角的八卦山則降為96公尺。八卦台地部份崖壁陡峭，豪雨過後容易發生山崩，土石崩落堆置崖腳形成落石堆，地層不穩，故此處不宜建築房舍:30－32。
彰化市西北、東北部是地勢低平的平原區，屬於彰化隆起海岸平原的一部份，為全新世的沖積扇、氾濫原與海埔地地形。1959年8月7日，豪雨成災，大肚溪南岸潰堤，造成此區氾濫，史稱「八七水災」:32。

### 水文

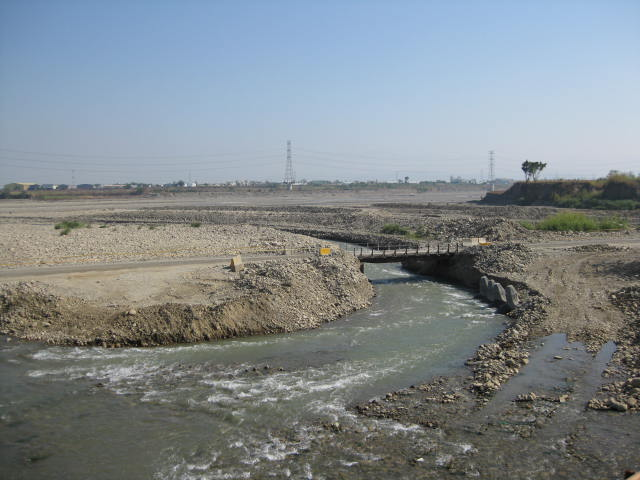
貓羅溪由此注入烏溪

彰化市東北面以大肚溪及其支流貓羅溪與臺中市為界，西南面則有洋仔厝溪，並有東西二圳及東西三圳流貫市區:51。大肚溪雖是區域性的主要河川，但是彰化市西南部的水流並未注入大肚溪，而是沿坡向西南方流入洋子厝溪水系。洋仔厝溪為彰化地區排水的主要承受水體，發源自八卦台地，介於大肚溪與濁水溪流域之間，流經彰化、員林、和美、鹿港、大村、花壇及秀水等七鄉鎮，向西注入臺灣海峽:55。

### 氣候
彰化市氣候宜人，從臺灣東部接近的颱風受到中央山脈屏障，風雨減緩，但是因此帶來夏季的重要雨水來源。1898年到1990年的氣象觀測平均資料顯示，彰化市的年平均溫度為攝氏22.4度，7月溫度最熱，1月最冷。年降雨量為1723.4公釐，6月雨量最多，11月最少，雨量自山邊向海邊遞減。
| 彰化(平均數據1991–2020 極端數據1995至今)                                           | 彰化(平均數據1991–2020 極端數據1995至今) | 彰化(平均數據1991–2020 極端數據1995至今) | 彰化(平均數據1991–2020 極端數據1995至今) | 彰化(平均數據1991–2020 極端數據1995至今) | 彰化(平均數據1991–2020 極端數據1995至今) | 彰化(平均數據1991–2020 極端數據1995至今) | 彰化(平均數據1991–2020 極端數據1995至今) | 彰化(平均數據1991–2020 極端數據1995至今) | 彰化(平均數據1991–2020 極端數據1995至今) | 彰化(平均數據1991–2020 極端數據1995至今) | 彰化(平均數據1991–2020 極端數據1995至今) | 彰化(平均數據1991–2020 極端數據1995至今) | 彰化(平均數據1991–2020 極端數據1995至今) |
| 月份                                                                               | 1月                                      | 2月                                      | 3月                                      | 4月                                      | 5月                                      | 6月                                      | 7月                                      | 8月                                      | 9月                                      | 10月                                     | 11月                                     | 12月                                     | 全年                                     |
| ---------------------------------------------------------------------------------- | ---------------------------------------- | ---------------------------------------- | ---------------------------------------- | ---------------------------------------- | ---------------------------------------- | ---------------------------------------- | ---------------------------------------- | ---------------------------------------- | ---------------------------------------- | ---------------------------------------- | ---------------------------------------- | ---------------------------------------- | ---------------------------------------- |
| 历史最高温 °C（°F）                                                                | 30.3 (86.5)                              | 33.6 (92.5)                              | 33.8 (92.8)                              | 34.1 (93.4)                              | 36.0 (96.8)                              | 36.7 (98.1)                              | 39.2 (102.6)                             | 36.9 (98.4)                              | 37.1 (98.8)                              | 36.1 (97.0)                              | 33.6 (92.5)                              | 31.9 (89.4)                              | 39.2 (102.6)                             |
| 平均高温 °C（°F）                                                                  | 21.6 (70.9)                              | 22.3 (72.1)                              | 24.2 (75.6)                              | 27.3 (81.1)                              | 30.0 (86.0)                              | 32.0 (89.6)                              | 33.2 (91.8)                              | 32.5 (90.5)                              | 31.9 (89.4)                              | 29.9 (85.8)                              | 27.2 (81.0)                              | 23.4 (74.1)                              | 28.0 (82.3)                              |
| 日均气温 °C（°F）                                                                  | 16.4 (61.5)                              | 17.1 (62.8)                              | 19.5 (67.1)                              | 23.0 (73.4)                              | 25.9 (78.6)                              | 27.8 (82.0)                              | 28.9 (84.0)                              | 28.4 (83.1)                              | 27.5 (81.5)                              | 24.8 (76.6)                              | 21.9 (71.4)                              | 18.2 (64.8)                              | 23.3 (73.9)                              |
| 平均低温 °C（°F）                                                                  | 12.8 (55.0)                              | 13.5 (56.3)                              | 16.0 (60.8)                              | 19.5 (67.1)                              | 22.6 (72.7)                              | 24.7 (76.5)                              | 25.5 (77.9)                              | 25.4 (77.7)                              | 24.3 (75.7)                              | 21.4 (70.5)                              | 18.3 (64.9)                              | 14.5 (58.1)                              | 19.9 (67.8)                              |
| 历史最低温 °C（°F）                                                                | 3.8 (38.8)                               | 5.2 (41.4)                               | 4.0 (39.2)                               | 10.0 (50.0)                              | 15.5 (59.9)                              | 17.8 (64.0)                              | 22.5 (72.5)                              | 22.7 (72.9)                              | 17.2 (63.0)                              | 14.7 (58.5)                              | 8.2 (46.8)                               | 5.1 (41.2)                               | 3.8 (38.8)                               |
| 平均降水量 mm（）                                                                  | 27.8 (1.09)                              | 51.4 (2.02)                              | 62.8 (2.47)                              | 93.8 (3.69)                              | 187.3 (7.37)                             | 260.5 (10.26)                            | 216.9 (8.54)                             | 243.5 (9.59)                             | 104.6 (4.12)                             | 19.9 (0.78)                              | 21.3 (0.84)                              | 27.1 (1.07)                              | 1,316.9 (51.84)                          |
| 平均降水天数                                                                       | 4.4                                      | 5.4                                      | 6.7                                      | 7.1                                      | 8.6                                      | 10.3                                     | 8.8                                      | 10.2                                     | 5.3                                      | 2.6                                      | 3.0                                      | 3.6                                      | 76                                       |
| 平均相對濕度（％）                                                                 | 79.0                                     | 79.8                                     | 80.1                                     | 81.5                                     | 82.6                                     | 82.0                                     | 79.8                                     | 82.8                                     | 80.5                                     | 77.8                                     | 78.6                                     | 77.1                                     | 80.1                                     |
| 月均日照時數                                                                       | 171.8                                    | 150.2                                    | 161.0                                    | 161.8                                    | 189.5                                    | 198.1                                    | 228.6                                    | 208.7                                    | 207.7                                    | 215.5                                    | 167.1                                    | 165.3                                    | 2,225.3                                  |
| 来源：Central Weather Administration (precipitation days 1995–2020, sun 1991–2015) |                                          |                                          |                                          |                                          |                                          |                                          |                                          |                                          |                                          |                                          |                                          |                                          |                                          |

### 人口
根據內政部戶政司統計，2024年底彰化市戶數計有81,693戶，人口計有223,689人，人口密度每平方公里約3,405人，是彰化縣人口最多、人口密度最高的行政區，彰雲嘉地區僅次於嘉義市的第二大城市，也是中臺灣地區人口第三多的鄉鎮市區。而在臺灣所有縣轄市中，以人口數而言是第一大縣轄市，人口密度則僅次於新竹縣竹北市，排行第二高。市內人口最多的里為腹地較大的延平里，人口第二多的里為新興發展的阿夷里，人口最少的里為面積較小且公共設施佔有區域比例較多的光復里。彰化市與彰化縣其他地區相同，面臨人口外流、人口老化與少子化的問題，其人口在2010年1月達到237,170人的巔峰值，此後因受到臺中市的磁吸效應影響等因素而開始人口減少，2019年底時彰化市尚有232,259人，至2024年底時已下滑至223,689人。彰化市總人口中，有13.11%的年齡在0至14歲，67.30%是15至64歲人口，65歲以上人口則有19.59%。

## 政治

### 歷任市長
| 屆次 | 姓名   | 黨籍       | 就任時間       | 卸任時間       | 備註     |
| 1    | 杜錫圭 |            | 1951年7月2日   | 1954年7月1日   | 民選首任 |
| 2    | 杜錫圭 |            | 1954年7月1日   | 1957年7月1日   |          |
| 3    | 賴通堯 |            | 1957年7月1日   | 1960年1月17日  |          |
| 4    | 賴通堯 |            | 1960年1月17日  | 1964年3月1日   |          |
| 5    | 王山   |            | 1964年3月1日   | 1968年3月1日   |          |
| 6    | 賴志騰 |            | 1968年3月1日   | 1973年4月1日   |          |
| 7    | 王紹義 |            | 1973年4月1日   | 1977年12月30日 |          |
| 8    | 王紹義 |            | 1977年12月30日 | 1982年3月1日   |          |
| 9    | 陳駿青 |            | 1982年3月1日   | 1986年3月1日   |          |
| 10   | 陳文騰 |            | 1986年3月1日   | 1990年3月1日   |          |
| 11   | 葉滿盈 | 無黨籍     | 1990年3月1日   | 1994年3月1日   |          |
| 12   | 葉滿盈 | 無黨籍     | 1994年3月1日   | 1998年3月1日   |          |
| 13   |        | 中國國民黨 | 1998年3月1日   | 2002年3月1日   |          |
| 14   | 溫國銘 | 中國國民黨 | 2002年3月1日   | 2006年3月1日   |          |
| 15   | 溫國銘 | 中國國民黨 | 2006年3月1日   | 2010年3月1日   |          |
| 16   | 邱建富 | 民主進步黨 | 2010年3月1日   | 2014年12月25日 |          |
| 17   | 邱建富 | 民主進步黨 | 2014年12月25日 | 2018年12月25日 |          |
| 18   | 林世賢 | 民主進步黨 | 2018年12月25日 | 2022年12月25日 |          |
| 19   | 林世賢 | 民主進步黨 | 2022年12月25日 | 現任           |          |

### 市政組織

彰化市公所

彰化市公所是彰化市最高層級的地方行政機關，在中華民國政府架構中為縣轄市自治的行政機關，同時負責執行縣政府及中央機關委辦事項，彰化市的自治監督機關為彰化縣政府。市長由全體市民直接選舉產生，任期為四年，可連選連任一次。彰化市公所並置市政會議，為市政最高決策機構，在市長之下，設有8課4室等12個內部單位及10個附屬機關。
彰化市民代表會是彰化市的最高民意機關，代表彰化市全體市民立法和監察市政。市民代表由公民直選選出，任期為四年，可連選連任。彰化市民代表會共有24位市民代表，分別為東區選區7席市民代表、西區選區6席市民代表、南區選區7席市民代表、北區選區4席市民代表，主席、副主席由24位市民代表互選產生。

### 行政區

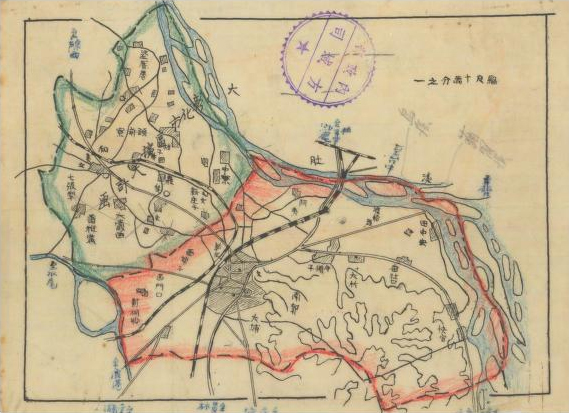
彰化市區擴大計畫 (1934年)

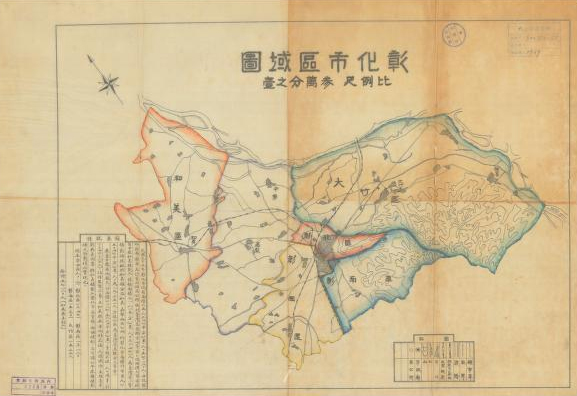
彰化市區域圖，曾計畫合併和美鎮

現今彰化市行政範圍的確立，來自於昭和八年（1933年）合併彰化街、南郭、大竹設立的彰化市，且當時曾計畫合併和美街以擴大彰化市區，但後來並未實現。彰化市在民國三十四年（1945年）改制為省轄市，劃分為彰北、彰西、彰南與大竹四區。擴大彰化市的計畫又一度被提出，計畫將當時的台中縣和美鎮合併且另設和美區和嘉犁區。民國三十九年（1950年）調整行政區域，彰化市四區改隸新成立的彰化縣:870。民國四十年（1951年）將彰北、彰西、彰南與大竹四區合併裁撤為縣轄市。
彰化市共轄73個里，其行政區域分佈情形為：
| 彰化市行政區劃圖 | 彰化市行政區劃圖 | 彰化市行政區劃圖 | 彰化市行政區劃圖 | 彰化市行政區劃圖 | 彰化市行政區劃圖 | 彰化市行政區劃圖 | 彰化市行政區劃圖 | 彰化市行政區劃圖 | 彰化市行政區劃圖 | 彰化市行政區劃圖 | 彰化市行政區劃圖 |
| ---------------- | ---------------- | ---------------- | ---------------- | ---------------- | ---------------- | ---------------- | ---------------- | ---------------- | ---------------- | ---------------- | ---------------- |
|                  |                  |                  |                  |                  |                  |                  |                  |                  |                  |                  |                  |
| 次分區           | 里               | 里               | 里               | 里               | 里               | 里               | 里               | 里               | 里               | 里               | 里               |
| 東區             | 阿夷里           | 和調里           | 竹中里           | 三村             | 福山             | 香山             | 福田             | 茄苳里           | 古夷里           | 石牌里           | 竹巷             |
| 東區             | 中               | 快官里           | 田中里           | 大竹里           | 國聖里           | 牛埔里           | 茄南里           | 寶廍里           | 復興里           | 安溪里           | 台鳳里           |
| 西區             | 崙平里           | 莿桐里           | 民權里           | 五權里           | 西勢里           | 南美里           | 平和里           | 西興里           | 忠孝里           | 向陽里           | 磚磘里           |
| 西區             | 長樂里           | 萬壽里           | 忠權里           | 南安里           | 富貴里           | 東芳里           | 中央里           |                  |                  |                  |                  |
| 南區             | 延平里           | 建寶里           | 光南里           | 南瑤里           | 華陽里           | 永生里           | 南興里           | 成功里           | 延和里           | 桃源里           | 大同里           |
| 南區             | 華北里           | 介壽里           | 彰安里           | 東興里           | 福安里           | 西安里           |                  |                  |                  |                  |                  |
| 北區             | 新興里           | 陽明             | 信義里           | 永福里           | 光華             | 下廍里           | 民生里           | 中山             | 興北里           | 光復里           | 龍山             |
| 北區             | 文化里           | 中正里           | 新華里           | 卦山             | 萬安里           |                  |                  |                  |                  |                  |                  |

目前行政院已經通過「擴大彰化市東區都市計畫範圍案」，未來彰化市居民的生活品質可望提昇。

## 經濟
彰化市是彰化縣轄下都市化程度較高的市鎮之一，自1970年代開始，農業耕地面積逐年減少，2004年僅有2千餘公頃（主要作物為稻米），反映都市化程度提高與農業人口的外流。1965年，臺灣化學纖維公司在彰化市設廠，佔地70餘公頃，員工數萬餘人，生產內外銷塑膠、化學產品為主，為彰化市提供眾多就業機會，不過該廠屬高度污染產業，對彰化市環境也有一定程度的影響:412。在產業結構方面，隨著都市化的調度，在1992年三級產業（零售、服務業）以43.2%領先二級產業（製造業）的42.4%，一級產業（農林漁牧業）以14.4%墊底:419。

## 教育
彰化市是彰化縣的縣治中心，與其它鄉鎮相比，擁有較多的教育資源，其縣內最高學府國立彰化師範大學即位於此。早在清領時期1726年，知縣《張鎬》建儒學學宮（今彰化孔子廟）為縣內最高教育行政機關，設縣儒學教育學子:544。但彰化市的近代化教育始於日治時期，日本政府為推行殖民地政策，故初等教育及實業教育最為發達:549。戰後國民政府廢除差別待遇的殖民教育，根據三民主義教育政策及學制，調整全臺各級學校:566。目前彰化市擁有大專院校2所，分別為國立彰化師範大學以及建國科技大學2校:592－596。公私立高級中學8所，分別有國立彰化高級中學、國立彰化女子高級中學、彰化縣立彰化藝術高級中學、彰化縣私立精誠高級中學、彰化縣私立正德高級中學等普通型高級中學5校，以及國立彰化師範大學附屬高級工業職業學校、國立彰化高級商業職業學校等技術型高級中學2校共7校:585－592。其他公立教育機構計有7所國民中學、15所國民小學及國立彰化生活美學館等社教機構。

## 交通

### 鐵路

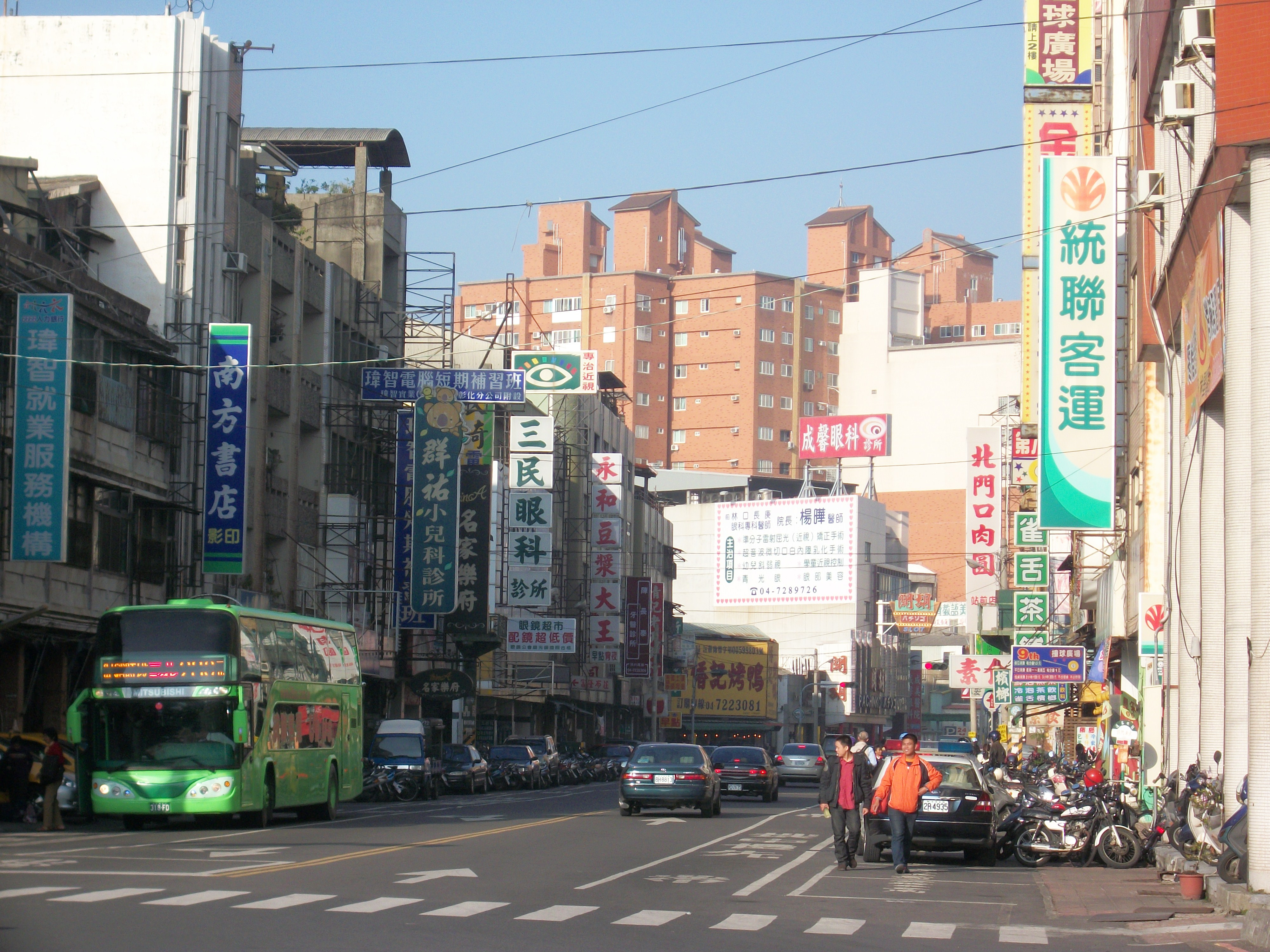
三民路與中正路交界（彰化車站前）

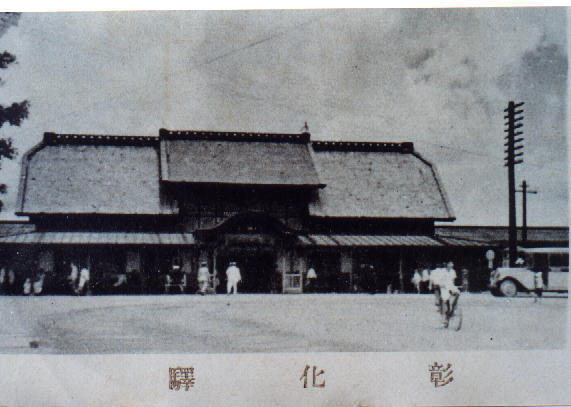
日治時期的彰化驛

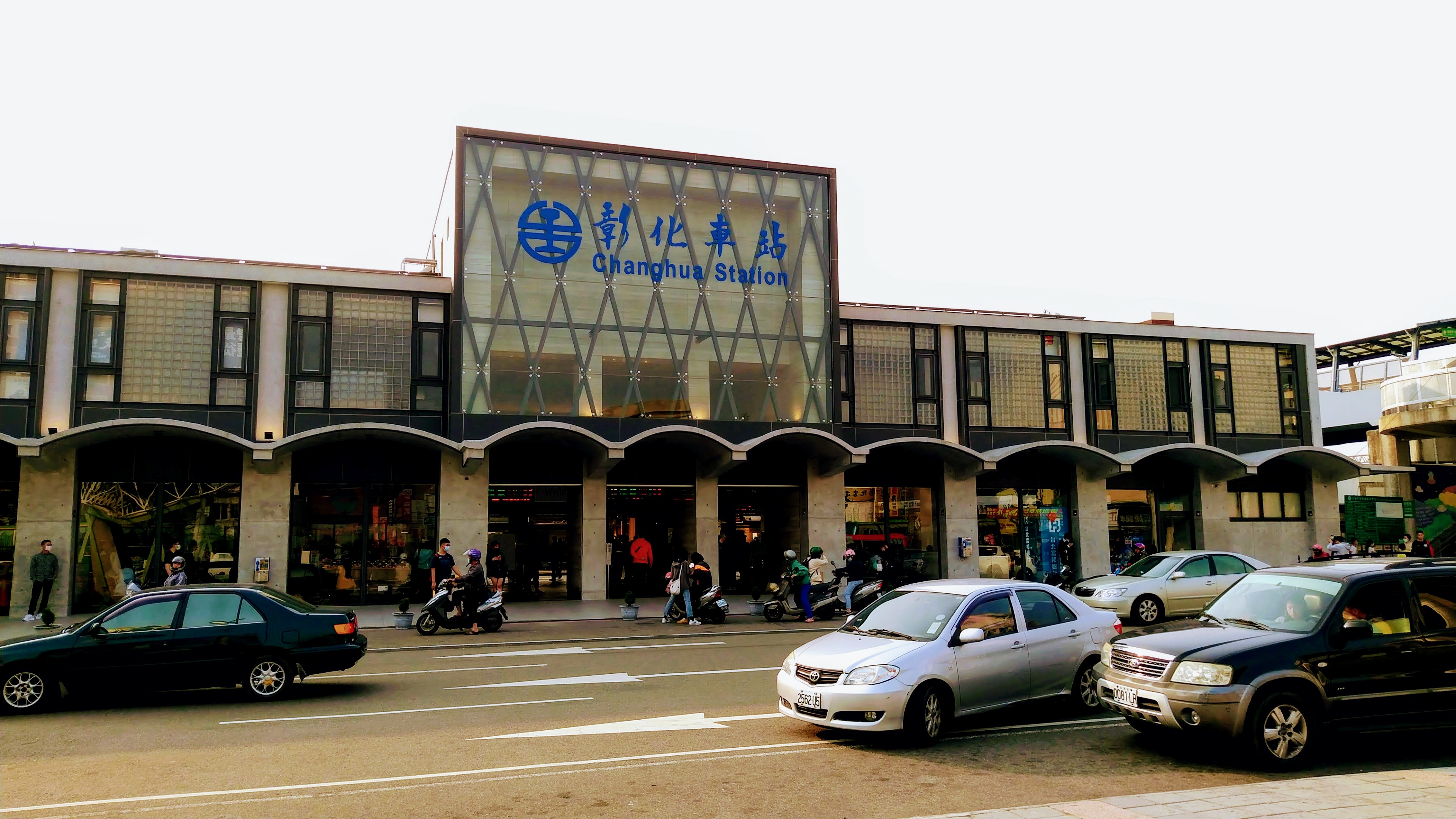
臺鐵彰化車站

彰化市鐵路中樞為彰化車站，亦為目前市境內唯一臺灣鐵路公司縱貫線的鐵路車站、為一等站。由於位居山海線樞鈕，所以大多數列車皆會停靠（普悠瑪自強號西部幹線例外）。另為配合臺鐵捷運化，目前籌議在彰化市南邊中央陸橋附近設置通勤車站中央車站。
彰化市鐵路肇始於日治時期。1898年第四任臺灣總督兒玉源太郎抵臺後，著手籌措臺灣西部縱貫鐵路的築路款項，隔年4月起分段施工。1905年3月26日，彰化＝斗六開通，同時設立彰化驛，即今彰化車站。
稍後，彰化車站也陸續修築二條輕便鐵路，唯今已悉數廢止：
彰南鐵道株式會社彰南線（彰化＝南投）：1914年9月5日行通車營業至石頭埔、12月20日全線通車至南投，1916年7月1日廢止。
新高製糖株式會社（線西＝彰化＝鹿港）：1911年8月26日開業、此後分段通車。戰後由臺灣糖業股份有限公司經營，訂名員西線。本線可連絡彰化市西北方的彰化糖廠，1975年全線停辦客運。
縱貫鐵路竹南＝彰化的路段，由於坡度陡峻，致使運輸能力不彰，隨著臺灣經濟發展蒸蒸日上，客貨運輸日增，火車竟無力運送車站倉庫中囤積如山的貨物。為此，總督府於1921年完成竹南＝彰化之間，改經濱岸大甲、沙鹿的鐵路，稱為海岸線並列為縱貫線之一段。原縱貫線同區間改稱臺中線。彰化市因此成為山海二線鐵路的南端交會處，對彰化市的發展有莫大助益:442。
臺鐵彰化車站另保有臺灣唯一一座扇形車庫，1994年臺灣鐵路局原計畫將扇形車庫拆除，原處興建電車基地，引起地方文史工作者與鐵道文史工作者的抗議，在與鐵路局折衝協調後才保存下來。彰化縣政府並在2000年公告指定為縣定古蹟。彰化扇形車庫建於1922年，主要用途是停放並保養經長途運作的火車頭，維護人員透過轉盤移動扇形分佈的鐵軌，方便火車頭進出，因此扇形車庫又有「火車頭旅館」之稱。1998年臺北機廠歷經7個月整修，成功使蒸汽機車CK101復駛，完成環島鐵路懷舊之旅後進駐扇形車庫，另一輛蒸汽機車CK124也在整修復駛後進駐扇形車庫。

### 公路
彰化市地處內陸，市內並無可供船行的河道，亦無航空站的建設，故聯外交通悉賴陸路:428。戰後，中華民國政府陸續在臺進行新建公路與改善工作，著手改善西部縱貫公路的路面並拓寬路基、新建大肚橋、完成中山高速公路以及王田交流道、彰化交流道等工程，對彰化市的經濟發展都有著重大影響:430。彰化市內的市區道路主要仍依循日治時期所訂定的市區改正計劃，為嚴整的格子型系統，1960年華山路開闢完成，亦已不再配合彰化古城橢圓形狀修築，改採直線處理:432。
彰化市境內有2條國道高速公路通過，中山高速公路沿西緣縱貫該市，並在西南設有一處彰化交流道，為北上車輛進出彰化市之門戶，沿省道台19線可接秀水鄉以南各鄉鎮:430。另外，福爾摩沙高速公路，以快官交流道與省道台74線連結，是臺灣西部平原丘陵區上第二條南北縱向貫穿全島的高速公路。
彰化市境內共有省道4條、支線3條。台1線，為南北向主要公路幹線，在彰化市內稱中山路，為路寬18至30米的四線道公路，縱貫彰化市全境，北渡大肚溪接臺中市，南接員林市以及彰化以南各鄉鎮:430。省道台14線即彰南路，東接芬園鄉及南投縣草屯鎮、埔里鎮，為往來南投、彰化間的重要公路幹線，在彰化市境內為路寬25米的四線道公路。省道台19線始於中山路與孔門路交叉口，沿中華路、中華路橋及中華西路接彰化交流道，西南可接秀水鄉、埔鹽鄉以南各鄉鎮，為路寬18米的四線道公路:431。省道台74線，南起彰化市快官地區，往北跨大肚溪後在臺中烏日與環中路相接，與國道一號平行，行至北屯短暫東行，並在潭子區與國道四號相接，隨後即轉南續行，經臺中市太平區、大里區後匯入國道三號霧峰交流道。省道台1丙線即金馬路，為台1線支線，東北端在大度橋頭從台1主線分出，右轉金馬東路之後到西南端併入省道台19線，連接彰化交流道，為路寬30米的四線道公路。省道台14丙線即彰興路，為台14線支線，始於金馬東路口，東行至外快官附近併入台14主線:431。省道台74甲線，北起台14線與牛埔交流道交叉口，往南至花壇鄉續接台1線，全長9.2公里。
彰化市現有縣道5條。縣道134線即彰美路，西接和美鎮與伸港鄉，路寬5至18米，配置二到四線道。縣道135線由線東路延伸至彰新路通往國道三號和美交流道:431。縣道137線即大埔路，於中山路與中興路交叉口沿八卦台地西側南行，貫穿全縣，聯絡社頭鄉、田中鎮、二水鄉各鄉鎮:431－432。縣道139線即公園路（虎崗路、環山路、大彰路），南行縱貫八卦台地(8.0K):432。縣道142線沿彰鹿路西行與鹿港鎮相接:431。

### 郵電
彰化郵政始於清領時期，清政府在台設舖遞，徒步傳遞軍書，其中彰化縣轄有七舖，其中一舖即是「半線舖」。當時郵路從台南到彰化，有牛車作交通工具，彰化以北較為荒蕪，只得步行。1874年，欽差大臣沈葆禎來台督辦軍務，改制舖遞，此後郵政除了傳遞公文之外，也可供私人郵寄，但僅止於大城市:448。1888年，台灣巡撫劉銘傳開辦新制郵政，彰化郵政機構改稱「彰化正站」:448－449。
日治時期初期，由於施行軍政，加以兵馬倥傯，因此只設野戰郵便局。1895年，彰化「第六野戰郵便局」設立，仍是以人力投遞為主，初時只為軍用，隔年也接受民間寄件。1896年，日本政府施行民政，當時郵政與電信事業合而為一，分一等二等；1921年，彰化的郵電機構核定為「二等郵便電信局」，直到後來才改制分為「郵便局」、「電信局」和「電話局」。1941年廢除局等制度，彰化郵政機構改為「彰化普通郵便局」:450。
戰後，彰化普通郵便局遭戰火摧毀，遂在原址建一木造郵局（即今光復路郵局），復採郵電合辦制，改制為「彰化普通郵電局」，在郵電管理委員會的監督下沿用原局長森本辰一，隔年才由台灣郵電管理局正式接管。1949年，郵電分制，改稱「彰化郵局」，1950年核定為「彰化二等郵局」，之後歷經三次升格，1981年升為「彰化特等郵局」:451。其後為加強服務需要，先後設立支局服務彰化市民，目前彰化市內共有15間郵政機構:451、454。
臺灣電信始於清領時期，而彰化電信事業則始於台灣巡撫劉銘傳，在其籌劃建設下，臺灣電信陸線在1888年11月由臺南取道嘉義、彰化、新竹而達臺北:459、461。1896年，日人在彰化設立彰化通信所，之後採郵電合辦制，由「彰化普通郵便局」兼辦電信及電話業務，主要為傳遞電報之用。1900年，電話開放民用，在彰化設市內電話，採磁石式人工電話:461。戰後國民政府於1949年在彰化市成立彰化電信局，歷經多期四年計劃，擴充整修電話線路，1952年到1957年間，彰化的市內電話機型改為大型複式交換機，1960年底開始計畫改為自動電話，1966年開放使用後，彰化市共有3,000具自動電話:463。
彰化市內公用電話在1950年設立撥盤式市內公用電話，1963年改為撥號式市內短程長話公用電話，1975年改為撥號式市內長途直撥公用電話，1977年改為按鈕式市內長途直撥公用電話，1990年改為卡式公用電話並開放直撥國際電話:464。

### 公共自行車
彰化縣是中臺灣第一個推動「公共自行車租借系統」的縣市，也是臺北市以外第一個導入「YouBike」的縣市，2014年5月彰化與YouBike合作，11月2日使用人數破百萬人次，2018年1月15日使用人數破千萬，彰化市已於2014年5月22日啟用「YouBike公共自行車系統」。2021年6月30日彰化與YouBike合約到期，至11月10日起彰化公共自行車系統營運商轉換為Moovo智慧單車，2022年11月30日使用人數突破130萬人次。資料截至2024年11月底，Moovo系統已在彰化市的車站、學校、醫院等處設有35個租賃站點，可甲地借車、乙地還車（可彰化縣借車、雲林縣還車），提供民眾租借使用。

## 旅遊

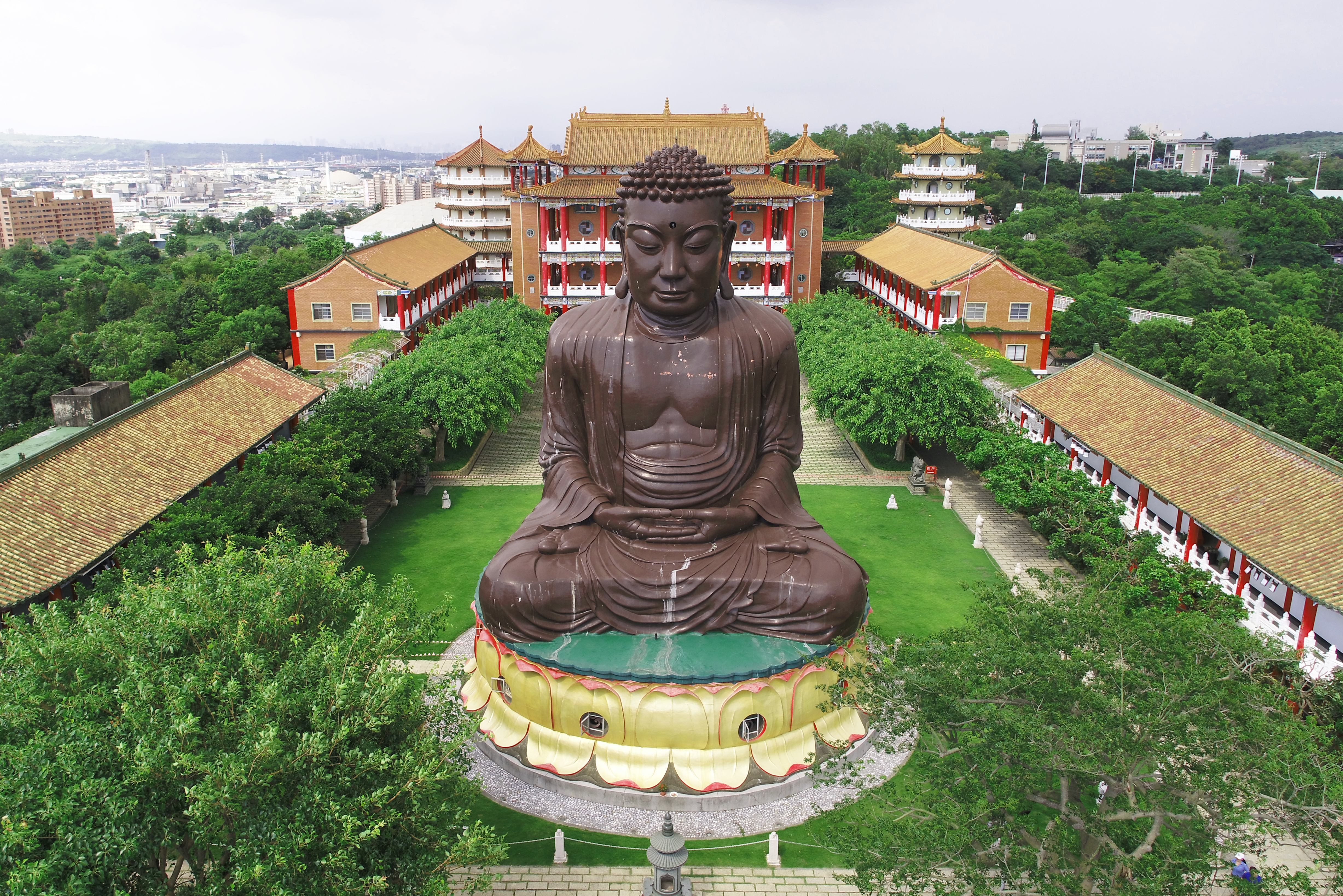
大佛風景區

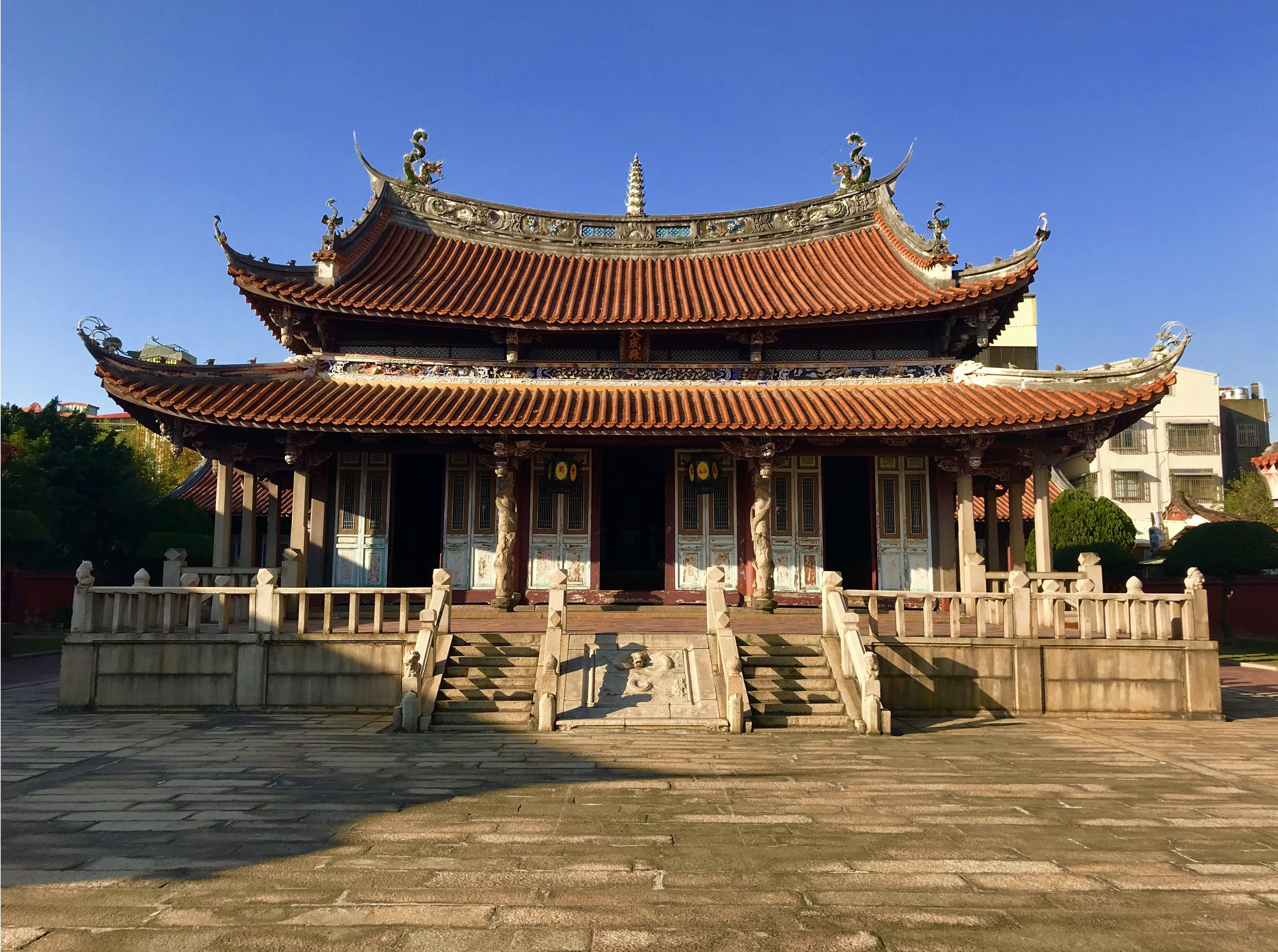
彰化孔廟大成殿

彰化以八卦山為地標，位於彰化市區東側，包括八卦山大佛、彰師大、國軍彰化忠靈塔、乙未保台和平紀念公園及健康步道等，隸屬於參山國家風景區所轄的八卦山風景區。八卦山古稱「寮望山」或「定軍山」，曾是彰化八景之首，具有富豐的景觀資源，八卦山上並有一尊高達23公尺的巨型如來佛:824，聞名全臺灣。彰化市內擁有內政部指定古蹟11座，其中有一座是具有近300年歷史的國定古蹟彰化孔子廟，曾是中部地區文教發展重地。在特產方面，彰化肉圓與爌肉飯、貓鼠麵素有「彰化三寶」之稱，彰化市徽並且以此為象徵意涵。
彰化市昔日曾有彰化溫泉，在日治時期名聞一時、唯早已枯竭。今日八卦山上仍有「溫泉路」作為見證。在彰化火車站北方有扇形車庫，目前為台灣唯一保存的扇形車庫，是彰化縣的市定古蹟，目前開放給予民眾參觀。
2015年12月4日完工啟用的彰北運動中心提供北彰化縣民的休閒運動場所
。以BOT模式興建的中友百貨彰化店也將於2025年開幕營業

## 國際交流

### 姐妹市
| 國家                                         | 城市                   | 締結日期       |
| -------------------------------------------- | ---------------------- | -------------- |
| 美国                                         | 懷俄明（密西根州）     | 1983年11月24日 |
| 菲律賓                                       | 丹轆（丹轆省）         | 1984年11月17日 |
| 美国                                         | 聖蓋博（加利福尼亞州） | 1986年4月7日   |
| 資料來源：周國屏等編纂，《彰化市志》下冊:879 |                        |                |

## 延伸閱讀
- 賴錦生等編撰，《彰化縣文化休閒導覽手冊》，1999年。彰化：彰化縣立文化中心。
- 周國屏等編纂，《彰化市志》，1997年，彰化：彰化市公所。
- 施添福等編纂，《臺灣地名辭書》卷十一：彰化縣（上），2004年，南投：國史館臺灣文獻館。
- 卓克華著，《寺廟與台灣開發史》，2006年初版，台北：揚智文化。
- 康原著，《彰化半線天》，2003年初版，台北：紅樹林文化。
- 宋澤萊著，《快讀彰化史》，2004年10月初二版，彰化：彰化縣文化局。

## 外部連結
- 彰化市公所全球資訊網 （页面存档备份，存于）
- 彰化市公所農業課粉絲團的Facebook專頁
- YouTube上的彰化市公所城市暨觀光發展課頻道

| 先前機關： 彰化市 (省轄市) | 彰化市 1951年- | 後繼機關： - |